# Billy Wright
William Ambrose Wright  (ur. 6 lutego 1924 w Ironbridge, zm. 3 września 1994 w Barnet) – angielski piłkarz, który występował na pozycji obrońcy. Legenda i symbol Wolverhampton Wanderers.
Wolverhampton Wanderers był jedynym klubem w jego karierze. Jego członkiem został w 1934, w pierwszym zespole debiutował w 1939 w wieku 15 lat. Grał w tym klubie także podczas wojny, zanim w 1943 trafił do wojska. Po jej zakończeniu kontynuował karierę w klubie z Wolverhampton (debiut w lidze) i sięgał z nim po trzy mistrzostwa Anglii (jedyne w historii klubu) oraz Puchar Anglii (1949). Łącznie do 1959 rozegrał w najwyższej klasie rozgrywkowej 490 spotkań (13 bramek).
W reprezentacji Anglii zadebiutował w meczu z Irlandią w 1946, ostatni raz zagrał w 1959. Łącznie zagrał w 105 meczach i strzelił 3 bramki - jako pierwszy gracz przekroczył barierę stu oficjalnych spotkań w kadrze. W 1948 po raz pierwszy był kapitanem drużyny, rolę tę pełnił łącznie w 90 spotkaniach. Brał udział w trzech turniejach finałowych piłkarskich mistrzostw świata (1950, 1954, 1958), jednak starty zakończyły się klęską Anglików.
W latach 1962–1966 prowadził Arsenal. Jedna z trybun Molineux Stadium jest nazwana jego imieniem.